# Köpfe berühmter Deutscher
Köpfe berühmter Deutscher war eine Briefmarkendauerserie der Deutschen Reichspost, die am 1. November 1926 erschienen ist; ein Ergänzungswert folgte 1927. Drei Werte wurden am 10. Oktober 1927 zur Tagung des Internationalen Arbeitsamtes in Berlin mit einem zweizeiligen Aufdruck („I.A.A. / 10.–15.10.1927“) versehen und als Sonderaushilfsausgabe ausgegeben.

## Druckverfahren und Gültigkeit
Die Marken wurden im Buchdruckverfahren auf gestrichenem Papier mit dem Wasserzeichen 2 Waffeln hergestellt, die Kammzähnung beträgt 14:14 1/4. Es gibt keine verlässlichen Angaben zu der Auflagenhöhe der Dauermarken.
Die 13 Dauermarken waren bis zum 30. Juni 1933, die drei Sondermarken vom 10. Oktober 1927 nur bis zum 30. November 1927, gültig.
Um den Missbrauch der Marken zu verhindern, durften Behörden und Unternehmen die erworbenen Marken lochen.

## Liste der Marken

### Dauermarken
| Bild | Wert in Pfennig | Person                     | Besonderheiten   | Michel-Nr. |
|      | 3               | Johann Wolfgang von Goethe | dunkelockerbraun | 385        |
|      | 3               | Johann Wolfgang von Goethe | mattbraun        | 386        |
|      | 5               | Friedrich Schiller         | grün             | 387        |
|      | 5               | Friedrich Schiller         | gelblichgrün     | 388        |
|      | 8               | Ludwig van Beethoven       |                  | 389        |
|      | 10              | Friedrich der Große        |                  | 390        |
|      | 15              | Immanuel Kant              |                  | 391        |
|      | 20              | Ludwig van Beethoven       |                  | 392        |
|      | 25              | Johann Wolfgang von Goethe |                  | 393        |
|      | 30              | Gotthold Ephraim Lessing   |                  | 394        |
|      | 40              | Gottfried Wilhelm Leibniz  |                  | 395        |
|      | 50              | Johann Sebastian Bach      |                  | 396        |
|      | 80              | Albrecht Dürer             |                  | 397        |

### Sonderaushilfsausgabe
| Bild | Wert in Pfennig | Person                     | Besonderheiten | Michel-Nr. |
|      | 8               | Ludwig van Beethoven       |                | 407 → 389  |
|      | 15              | Immanuel Kant              |                | 408 → 391  |
|      | 25              | Johann Wolfgang von Goethe |                | 409 → 393  |